# Luftflotte Reich
Luftflotte Reich foi um corpo aéreo da Luftwaffe que atuou durante a parte final de Segunda Guerra Mundial. Foi formado no dia 5 de Fevereiro de 1944 em Berlin-Wannsee a partir do Luftwaffenbefehlshaber Mitte.

## Oberbefehlshaber
- Generaloberst Hans-Jürgen Stumpff, 5 de Fevereiro de 1944 - 8 de Maio de 1945

## Chef des Stabes
- Generalmajor Sigismund Freiherr von Falkenstein, 5 de Fevereiro de 1944 - 12 de Maio de 1944
- Generalmajor Andreas Nielsen, 12 de Maio de 1944 - 8 de Maio de 1945

## Bases do QG
| 5 de Fevereiro de 1944 - 3 de Abril de 1945 | Berlim-Wannsee             |
| 3 de Abril de 1945 - 9 de Abril de 1945     | Stapelburg/Harz            |
| 9 de Abril de 1945 - 8 de Maio de 1945      | Quassel, perto de Hamburgo |

## Ordem de Batalha
Controlou as seguintes unidades durante a guerra:
- Luftwaffenkommando West, 28.9.44 - 1.4.45
- IX. Fliegerkorps (J), 9.44 - 13.11.44
- I. Jagdkorps, 5.2.44 - 26.1.45
- 14. Flieger-Division, 1.4.45 - 8.5.45
- 15. Flieger-Division, 1.4.45 - 8.5.45
- Jagdabschnittsführer Ruhrgebiet, 1944
- Luftgau-Kommando I, 5.2.44 - 8.8.44
- Luftgau-Kommando III, 5.2.44 - 8.5.45
- Luftgau-Kommando V, 9.44 - 4.45
- Luftgau-Kommando VI, 5.2.44 - 2.45
- Luftgau-Kommando VII, 5.2.44 - 3.45
- Luftgau-Kommando VIII, 5.2.44 - 23.1.45 e 1.3.45 - 8.5.45
- Luftgau-Kommando XI, 5.2.44 - 8.5.45
- Luftgau-Kommando XII, 5.2.44 - 1.4.44
- Luftgau-Kommando XIV, 9.44 - 3.45
- Luftgau-Kommando XVI, 12.44 - 1.45
- Luftgau-Kommando XVII, 5.2.44 - 1.3.45
- 30. Flak-Division, 2.45 - 5.45
- 5. Flak-Brigade, 10.44 - 2.45